# Jewgienij Kowalow
Jewgienij Aleksandrowicz Kowalow (ros. Евгений Александрович Ковалёв, ur. 6 marca 1989 w Moskwie) – rosyjski kolarz torowy i szosowy, srebrny medalista mistrzostw świata i dwukrotny medalista mistrzostw Europy w kolarstwie torowym, zawodnik grupy UCI Professional Continental Teams RusVelo.

## Kariera
Pierwszy sukces na arenie międzynarodowej Iwan Kowalow osiągnął w 2005 roku, kiedy na Europejskim Festiwalu Młodzieży zdobył złoty medal w wyścigu szosowym - indywidualnej jeździe na czas. W latach 2006–2007 zdobył pięć medali mistrzostw świata juniorów w kolarstwie torowym, w tym złoty w madisonie w 2007 roku. W 2008 roku wystąpił na igrzyskach olimpijskich w Pekinie, zajmując szóste miejsce w drużynowym wyścigu na dochodzenie. W kategorii seniorów pierwszy medal zdobył podczas mistrzostw Europy w Pruszkowie w 2010 roku, gdzie był drugi w drużynowym wyścigu na dochodzenie. Rok później, na mistrzostwach świata w Apeldoorn wspólnie z Aleksiejem Markowem, Aleksandrem Sierowem i Iwanem Kowalowem zdobył srebrny, a na mistrzostwach Europy w Apeldoorn brązowy medal w tej samej konkurencji.

## Najważniejsze osiągnięcia

### tor
- 2007
  -  1. miejsce w mistrzostwach świata juniorów (madison)
  -  2. miejsce w mistrzostwach świata juniorów (wyścig ind. na dochodzenie)
  -  2. miejsce w mistrzostwach świata juniorów (wyścig druż. na dochodzenie)
- 2010
  -  2. miejsce w mistrzostwach Europy (wyścig druż. na dochodzenie)
- 2011
  -  2. miejsce w mistrzostwach świata (wyścig druż. na dochodzenie)
  -  3. miejsce w mistrzostwach Europy (wyścig druż. na dochodzenie)
  -  1. miejsce w mistrzostwach Rosji (wyścig druż. na dochodzenie)
- 2012
  - 4. miejsce w igrzyskach olimpijskich (wyścig druż. na dochodzenie)

### szosa
- 2009
  - 1. miejsce na 2. etapie Bałtyk-Karkonosze Tour
- 2010
  - 1. miejsce na 2. etapie Grand Prix Adygeja